# Kurevere (Kihelkonna)
Kurevere – wieś w Estonii, w prowincji Sarema, w gminie Kihelkonna.